# Christian Díaz Horzella
Christian Díaz Horzella (Santiago, Chile, 5 de mayo de 1982) es un exjugador de baloncesto chileno que se desempeñaba en la posición de ala-pívot o pívot. Jugó profesionalmente en la Universidad Católica, destacándose especialmente en la temporada 2005 de la DIMAYOR. Tuvo también un breve paso por el baloncesto italiano. Fue miembro de la selección de Chile.

## Trayectoria
Ingresó a la Universidad Católica en 1995 y, dos años más tarde, debutó con el plantel profesional en la DIMAYOR. En ese club jugaría hasta mediados de 2010, haciendo un importante aporte al juego colectivo para la obtención del título de campeón de la DIMAYOR en 2005 y para la conquista del Libcentro de 2003 y 2004.
Dejó su país en el invierno de 2010 para instalarse en Italia. Allí se unió al SS Calasetta, un equipo de Cerdeña que competía en la Serie C2, la sexta división del baloncesto italiano. Aunque su plan original era aprovechar la nacionalidad alemana que había conseguido por vía materna y jugar varias temporadas en Europa como comunitario, lo cierto es que regresó a Chile a mediados de 2011, reincorporándose a la Universidad Católica.
Se retiró finalmente en 2018. Posteriormente pasó a desempeñarse como comentarista del programa Hablemos de Básquet, emitido por Radio Touch TV y el canal CDO.

## Selección nacional
Díaz Horzella representó a Chile en diversos niveles y competiciones.
En 2004 formó parte de la selección universitaria que terminó como subcampeona del primer Campeonato Sudamericano Universitario de Básquetbol.
Jugó también con la selección mayor en el Campeonato Sudamericano de Baloncesto de 2004 y de 2006.